# G-kvartet

G-kvartet je jednou z alternativních sekundárních struktur DNA, jež se vyskytují v buňkách. V pravé části G-kvadruplex

G-kvartet (též guaninový kvartet nebo G-tetráda) je rovinný systém čtyř guaninových bází, navzájem pootočených o 90° a pospojovaných vodíkovými můstky. Patří mezi nekanonické (neobvyklé) typy sekundární struktury nukleových kyselin. G-kvartety jsou běžně k nalezení v GC-bohatých oblastech RNA, ale i v DNA (především v promotorových oblastech některých genů, na koncích telomer) a v některých oblastech genů pro těžké řetězce imunoglobulinů. Vyskytuje-li se nad sebou hned několik G-kvartetů, útvar se někdy označuje jako G-kvadruplex. Pro vznik G-kvartetů je zásadní existence tzv. hoogsteenovského párování – klasické párování bází by neumožnilo vznik této neobvyklé struktury.